# باك جونسون
باك جونسون (بالإنجليزية: Buck Johnson)‏ مواليد 3 يناير 1964 في برمنغهام، هو لاعب كرة سلة أمريكي معتزل. بدأ مسيرته الاحترافية في سنة 1986. تم اختياره من قبل فريق هيوستن روكتس خلال الدرافت. يبلغ طوله 6 قدم 7 بوصة (2.0 م). اعتزل اللعب في 2006. أحرز خلال مسيرته في الإن بي إيه 4617 نقطة بمعدل 9.1 نقاط في المباراة الواحدة.

## المسيرة الاحترافية
لعب مع هيوستن روكتس من سنة 1986 إلى 1992، ثم لعب مع واشنطن ويزاردز في موسم 1992–1993، ثم لعب مع نادي طوفاس الرياضي في الدوري التركي في موسم 1993–1994، ثم لعب مع مكابي تل أبيب لكرة السلة في موسم 1996–1997، ثم لعب مع نادي سانت جوسيب لكرة السلة في الدوري الإسباني في موسم 1997–1998.

## روابط خارجية
- باك جونسون على موقع الاتحاد الدولي لكرة السلة (الإنجليزية)
- باك جونسون على موقع إن بي أي (الإنجليزية)
- باك جونسون على موقع سبورتس رفرنس (الإنجليزية)
- باك جونسون على موقع كرة السلة الأوروبية.كوم (الإنجليزية)
- باك جونسون على موقع كلية كرة السلة في سبورتس رفرنس.كوم (الإنجليزية)
- باك جونسون على موقع ريلجم (الإنجليزية)
- باك جونسون على موقع بروبوليرز (الإنجليزية)
- باك جونسون على موقع سبورتس رفرنس (الإنجليزية)